# HSL-Zuid
HSL-Zuid o Hogesnelheidslijn Zuid (Línea de Alta Velocidad Sur en neerlandés) es una línea ferroviaria neerlandesa de alta velocidad que une Ámsterdam con la frontera belga. Tiene 125 km de longitud. Fue inaugurada el 6 de septiembre de 2009 y abierta al tráfico comercial el día siguiente en el tramo Ámsterdam-Schiphol-Róterdam y el 13 de diciembre del mismo año entre Róterdam y la frontera belga.
Su finalización estaba programada a fines de 2007, pero su apertura se retrasó hasta mediados de 2009. Junto con la LAV 4 belga permitirá mejorar los tiempos de viaje de los trenes Thalys desde Ámsterdam a París y Bruselas.
La línea será también usada por los trenes nacionales V250 operados por NS Hispeed (una subsidiaria de Nederlandse Spoorwegen y KLM). Estos servicios, también llamados trenes shuttle operarán sobre nuevas y antiguas líneas.
El responsable del proyecto de la línea fue el Rijkswaterstaat, un departamento del Ministerio neerlandés de Transporte, Obras públicas y Agua. Para la construcción el gobierno otorgó al consorcio Infraspeed el mayor contrato de asociación público-privada para que se haga del diseño, la construcción, la financiación y el mantenimiento hasta 2030.

## Ruta

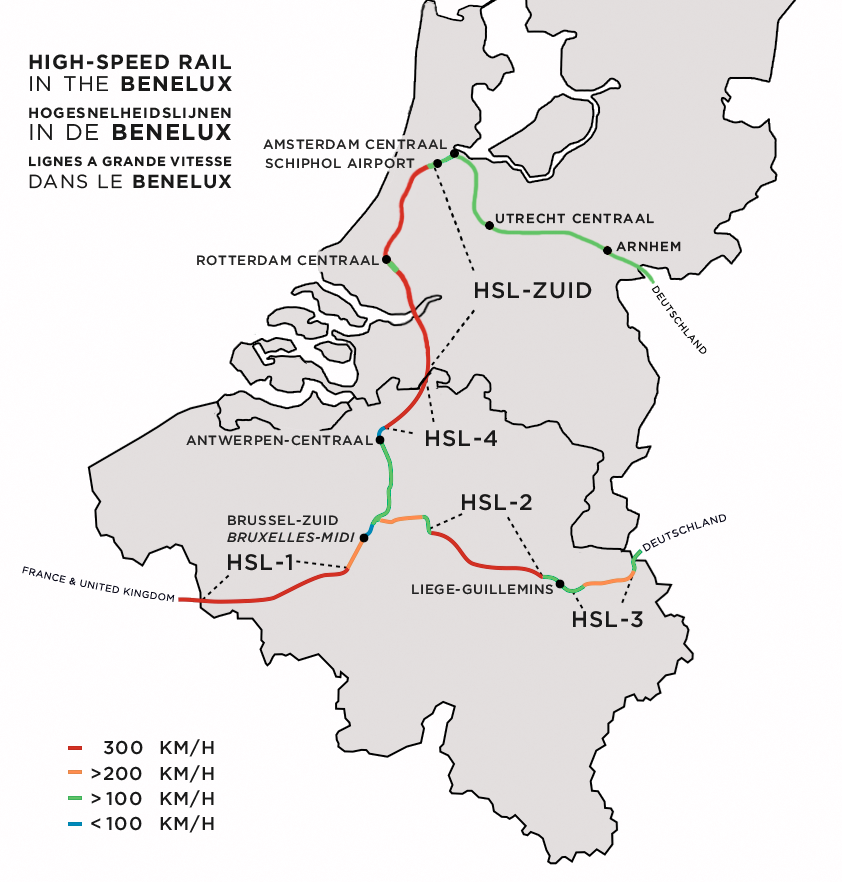
Líneas de tren de alta velocidad en Benelux

Entre Ámsterdam y Schiphol la línea utiliza el trazado existente, al sur de Schiphol la Línea de Alta Velocidad propiamente dicha comienza discurriendo paralelamente al antiguo trazado hasta Nieuw-Vennep. En ese punto la línea se separa hacia el este pasando primero al este de las ciudades de Roelofarendsveen y Hoogmade e ingresando luego a un túnel al este de la ciudad de Leiderdorp. Más adelante la línea deja el túnel al oeste de Hazerswoude-Dorp e inmediatamente pasa al este de Benthuizen y Zoetermeer. Luego se incorpora a la línea clásica al norte de Róterdam.
Luego de Róterdam los trenes circulan por la línea clásica por algunos kilómetros antes de ingresar nuevamente a la Línea de alta velocidad. En Barendrecht las vías se cruzan en un salto de carnero circulando desde allí por la izquierda como sucede en Bélgica, Francia y el Reino Unido. Desde este punto la línea corre cerca de la línea clásica continuando a través de la zona de Hoekse Waard realizando un bypass a Dordrecht. Al sur de Dordrecht, la línea que corre al lado de la autopista A16, desde donde parte un ramal hacia la ciudad de Breda. Al sur de Breda la línea continúa junto a la autopista en dirección a Amberes (norte de Bélgica). Finaliza en la frontera belga donde se conecta con a la LAV 4 belga.

## Tiempos de viaje
La nueva línea permitirá importantes ahorros de tiempo en servicios nacionales e internacionales, como por ejemplo:
- Ámsterdam-Róterdam 0:43 (actualmente 0:58)
- Ámsterdam-Breda 0:59 (actualmente 1:44)
- Ámsterdam-Amberes 1:10 (actualmente 2:00)
- Ámsterdam-Bruselas 1:44 (actualmente 2:40)
- Ámsterdam-París 3:04 (actualmente 4:04)
- La Haya-Bruselas 1:44 (actualmente 2:17)
- Breda-Bruselas 0:59 (actualmente 1:44)